# Rino Barillari
Rino Saverio Barillari (Limbadi, 8 febbraio 1945) è un fotografo italiano.
Specializzato nell'immortalare personaggi famosi in pubblico e anche in privato, è stato soprannominato "il re dei paparazzi".

## Biografia
Incomincia aiutando lo zio che proiettava film nelle arene. All'età di 14 anni scappa di casa e va a Roma con un amico. Trova lavoro aiutando gli "scattini" presso la Fontana di Trevi. Di lì a poco, compra una macchina fotografica, una Comet Bencini. Vende i negativi delle foto scattate di giorno ad agenzie giornalistiche come Associated Press, UPI e ANSA.

Rino Barillari assieme a Valeria Fabrizi, Irma Capece Minutolo e al fotografo Ivan Kroscenko.

Incominciando giovanissimo, ha fotografato molti personaggi della "Dolce vita" a cavallo tra il 1959 e 1960: Liz Taylor, Ingrid Bergman, Jacqueline Kennedy, Barbra Streisand, Brigitte Bardot, Ava Gardner, Silvana Pampanini, Virna Lisi, Sophia Loren, Gina Lollobrigida, Marcello Mastroianni, Claudia Cardinale, Marlon Brando, Vittorio Gassmann, Anna Magnani, Alberto Sordi, Aldo Fabrizi, i Beatles, Robert De Niro, Sylvester Stallone, Al Pacino, Francis Ford Coppola, Michael Jackson, Demi Moore, Angelina Jolie, Elton John, Matt Damon, Madonna, Maradona e Lady Gaga.
Una rissa con Peter O'Toole in Via Veneto gli porta nel 1963 la notorietà: l'attore gli spacca un orecchio e il padre del giovane Barillari sporge denuncia perché minorenne. Dopo tre anni, il divo e il re dei paparazzi chiudono il contenzioso con il primo che paga al secondo un milione di lire come risarcimento.
Negli anni successivi viene strattonato e a volte picchiato dalle guardie del corpo mentre è intento a paparazzare personaggi come Frank Sinatra in Via Veneto al Café de Paris, Charles Aznavour in Via dei Condotti, l'astronauta americano Buzz Aldrin alla "Cabala" – Osteria dell'Orso, il marito di Brigitte Bardot Gunter Sachs von Opel presso Villa Pavesi a Genzano, Alfredo Bini con la top model Daniela Juan presso "Papè Satan" in via Tacito, Mickey Hargitay con la top Model Vatussa Vitta, Sonia Romanoff, Franco Nero a Fontana di Trevi, Elizabeth Taylor alla "Cabala", Barbra Streisand in via dei Condotti, Mickey Rourke a Fregene, Claudia Schiffer "dal Bolognese", Sylvester Stallone con la fidanzata Jennifer Flavin al ristorante "Alfredo all'Agusteo", Mario d'Urso e Margaret d'Inghilterra al "Jackie'O", Bruce Willis ai "Due Ladroni"” in piazza Nicosia.
Dagli anni sessanta in poi Barillari si occupa di cinema, degli anni di piombo e di vari episodi di cronaca nera lavorando per Il Tempo e dal 1989 per Il Messaggero.
È stato nominato docente honoris causa in fotografia presso la Xi'an International University nell'ottobre 2011. Il 24 luglio 2012 riceve la lettera di incarico da Huang Teng rettore della Xi'an International University.
Trascorre la notte del 18 agosto 1966 presso il locale La Bussola di Viareggio dove si esibiscono Charles Aznavour e Amália Rodrigues. All'alba del giorno successivo nei pressi di Altopascio, rimane seriamente ferito in un incidente stradale; sono con lui altre due persone, tra cui il cantante Roby Ferrante, che perde la vita.
In più di cinquant'anni di carriera come fotografo d'assalto, Barillari ha affrontato 162 visite al pronto soccorso, 11 costole rotte, 1 coltellata, 76 macchine fotografiche fracassate, 40 flash divelti e numerose manganellate durante vari tumulti di piazza ed è rimasto coinvolto in diverse sparatorie (in casi di terrorismo, rapine, rapimenti e altri fatti di cronaca nera). Nel maggio 2024 è stato picchiato da Gerard Depardieu.

## Vita privata
Si sposa nel 2017 con la giornalista Antonella Mastrosanti.

## Mostre
- Roma - Harry's Bar -  "Dolce Vita Gallery" (archiviato dall'url originale il 22 luglio 2012) - Mostra permanente
- Mosca - Stoleshnikov Street  "La mia dolce Vita", su rt.com, 19 agosto 2008. URL consultato il 4 gennaio 2021 (archiviato dall'url originale il 1º febbraio 2013).
- San Pietroburgo -  "L'Italia viene a voi". URL consultato il 23 gennaio 2018 (archiviato dall'url originale il 19 novembre 2011).
- Xi'an -  "Università di Xi'an e International Folk Video Festival".[collegamento interrotto]
- Mosca - Parco Sokol'niki -  "Dolce Vita".
- Gerusalemme - Cinematica di Gerusalemme -  Jerusalm Film Festival (archiviato dall'url originale il 9 luglio 2011).
- Los Angeles - Cinema Italian Style -  "50s and La Dolce Vita Style" (archiviato dall'url originale il 14 novembre 2013).
- Stoccarda -  "The decades of the jet set".
- Roma - Senato della Repubblica -  "1960. Il mondo ai tempi de 'La dolce vita'. Immagini e storie dalle collezioni dell'Emeroteca".[collegamento interrotto]
- Lucca - Palazzo Guinigi -  "Divas, dalla dolce vita agli ultimi scoop" (archiviato dall'url originale il 4 marzo 2016).
- Roma - Via dei Condotti -  "Al centro con arte cinema e moda".
- Roma - Museo di Roma in Trastevere -  "Un secolo di clic in cronaca di Roma". URL consultato il 23 gennaio 2018 (archiviato dall'url originale il 3 ottobre 2011) - 2010
- Pescasseroli -  "La Dolce Vita...da Via Veneto a Pescasseroli" (archiviato dall'url originale il 16 agosto 2021) - 2016
- Roma -  "90 Anni di Buccellati via dei Condotti Dalla "Dolce Vita" alla "Vita Dolce" - 2016
- Garda (Verona) - Palazzo Carlotti -  La Dolce Vita da Roma… a Garda - 2016
- Trevi -  Miss Ciociaria (Presidente di giuria) - 2016
- Roma,  Rino Barillari. The King of Paparazzi - MAXXI- 2018
- Reggio Calabria, "Mostra Fotografica Rino Barillari dedicata a Marcello Mastroianni -  Mastroianni 100" - Villa Genoese Zerbi, ReggioCalabria Film Fest - 2024

## Filmografia
- 1963, Ieri, oggi, domani, regia: Vittorio De Sica
- 1964, I due evasi di Sing Sing, regia: Lucio Fulci
- 1990, Stanno tutti bene, regia: Giuseppe Tornatore
- 1998, Paparazzi, regia: Neri Parenti
- 2000, Klaus Kinski - Ich bin kein Schauspieler (Documentario), regia: Christoph Rüter
- 2012, Jet Set - Quando l'aeroporto sembrava via Veneto (Documentario), regia:  Antonello Sarno
- 2013, La grande bellezza, regia: Paolo Sorrentino
- 2015, Alfredo Bini, ospite inatteso (Documentario), regia: Simone Isola
- 2015, A proposito di Franco (Documentario), regia: Gaetano di Lorenzo
- 2017, My Italy, regia di Bruno Colella
- 2017, Frank and Ava, regia di Michael Oblowitz
- 2018,  The king of Paparazzi - La vera storia, Regia Giancarlo Scarchilli e Massimo Spano
- 2021, From My House In Da House - A History of Rome di Giovanni La Gorga e Alessio Borgonuovo

## Teatro
- Processi alla storia (Cagliostro), Auditorium di Roma, 2011.[33]

## Premi
- 2011, " Premio Eccellenze Calabresi (archiviato dall'url originale il 4 marzo 2016)"
- 2012, " Premio That's Italia! Art. URL consultato il 17 maggio 2018 (archiviato dall'url originale il 22 gennaio 2015)"
- 2012, " Premio Ischia Friends (archiviato dall'url originale il 24 settembre 2015)"
- 2014, " Er più fico del bigonzo"
- 2014, " The look of the year"
- 2014, " Premio Francesco Alessi. URL consultato il 5 aprile 2018 (archiviato dall'url originale il 22 gennaio 2015)"
- 2018, " Premio Segno del Cronista"
- 2019, " Nastri d'Argento Premio Speciale Protagonista dell'anno"